# Покровский монастырь (Кривой Рог)
Покровский женский монастырь — религиозная община Криворожской и Никопольской епархии Украинской православной церкви в городе Кривой Рог.

## История
Основан в 1995 году в посёлке Романково (Покровско-Михайловский женский монастырь) в черте города Днепродзержинска.
15 апреля 1997 года по прошению епископа Ефрема (Кицая) решением Синода УПЦ монастырь переведён в город Кривой Рог, где размещён в здании ликвидированного детского сада. В этом же году устроен домовый храм Святых Жён Мироносиц.
В 2000 году монастырю передано здание бывшего детского сада в селе Красная Балка Криворожского района, где был обустроен скит.
В 2004 году построена колокольня.
В 2005 году в обители заложен храм Покрова Пресвятой Богородицы.
В 2015 году в монастыре проживало около 40 насельниц.

## Характеристика
Первый монастырь за историю Кривого Рога. Расположен в юго-западной части Покровского района Кривого Рога.
Настоятельница — игуменья Анастасия (Алфимова).